# Бударін Микола Петрович
Бударін Микола Петрович(*19.05.1910 — †06.11.1943) — радянський офіцер, учасник Радянсько-німецької війни, командир 241-го гвардійського стрілецького полку 75-ї Бахмацької двічі Червонозоряної ордена Суворова гвардійської стрілецької дивізії 30-го стрілецького корпусу 60-ї Армії Центрального фронту, Герой Радянського Союзу (17.10.1943), гвардії підполковник.

## Біографія
Народився 19 травня 1910 года на станції Чакино (зараз Ржаксинський район Тамбовської обл.), РФ у родині робітника. В 1914 році родина переїхала до м. Омськ. Закінчив сім класів школи, працював вантажником, візником, закінчив курси монтерів. В 1928 році вступив до комсомолу, виявив добрі організаторські здібності, був обраний секретарем комсомольської ячейки. Був відомим фізкультурником, призером Сибірського військового округу з фігурного катання на ковзанах, чемпіоном Сибіру з кількох видів спорту. В 1929 році став головою Ново-Омської (пізніше Кировська) райради фізкультури.
В 1932-34 роках — строкова служба у Червоній Армії. Після служби закінчив Військово-політичні курси і був атестований політруком запасу. Керував Омською міською та обласною радами фізкультури.
З 1938 року член КПСР, бул на відповідальній комсомольській та партійній роботі. Вчився в Омському сільськогосподарському технікумі до 1939 року, коли з початком Радянсько-фінської війни добровільно вступив до лижного батальйону.

### Участь уРадянсько-фінській війні
На посаді політрука лижного батальйону, що був сформований з добровольців м. Омськ, Бударін М. П. відмінно показав себе в боях на Карельському перешийку. Після закінчення воєнних дій повернувся до Омська, пройшов курси перепідготовки офіцерів в Омському піхотному училищі. Був призначений начальником Омського гарнізонного Дому Червоної Армії.

### Участь уРадянсько-німецькій війні
Початок війни Бударін зустрів на посаді завідувача воєнного відділу районного комітету ВКП(б) м. Омська. 22 червня 1941 року написав рапорт про відправлення на фронт. В діючий армії з початку війни.
У вересні 1942 року майор Бударін командує 1-м стрілецьким батальйоном 241-го стрілецького полку 95-ї стрілецької дивізії, з яким бере участь в обороні м. Сталінград. Проявив себе сміливим, хоробрим, мужнім командиром, був нагороджений орденом Червоного Прапора.
За оборону Сталінграда 95-й стрілецькій дивізії було присвоєно найменування 75-ї гвардійської, гвардійським став і 241-й стрілецький полк, а гвардії підполковник Бударін — його командиром.
В битві на Курській дузі 241-й гвардійський стрілецький полк діяв в районі Понирі-Ольховатка, відбиваючи масований німецький наступ, в якому застосовувалась велика кількість танків, а потім брав участь у розгромі і переслідуванні противника. За бойові дії на Курській дузі, зразкове виконання бойових завдань та проявлені при цьому мужність і героїзм наказом 13-ї Армії № 88/н від 17.7.43 року Бударін був нагороджений другим орденом Червоного Прапора.
Восени 1943 року 241-й полк під командою Бударіна відзначився при форсуванні ріки Дніпро на північ від Києва, в боях при захопленні і утриманні плацдарму на правому березі Дніпра в районі сіл Глібівка і Ясногородка (Вишгородський район Київської області). В нагородному листі командир 75-ї гвардійської стрілецької дивізії генерал-майор Горишній В. А. підкреслив мужність і хоробрість підполковника Бударіна, його вміння командувати полком.
Указом Президії Верховної Ради СРСР від 17 жовтня 1943 року за мужність і героїзм, проявлені при форсуванні Дніпра і утриманні плацдарму гвардії підполковнику Бударіну Миколі Петровичу присвоєно звання Героя Радянського Союзу з врученням ордена Леніна і медалі «Золота Зірка».
Через кілька днів, 6 листопада 1943 року під час наступу на Київ в бою за с. Феліціалівка (зараз Здвижівка), піднімаючи бійців в атаку, М. П. Бударін був смертельно поранений.
Похований у братській могилі воїнів 75-ї гвардійської стрілецької дивізії в смт. Димер.

## Пам'ять
- На братській могилі в Димері, де похований М. П. Бударін, встановлено пам'ятник і меморіальну дошку[9].
- В м.Омську вулиця, на якій жив М. П. Бударін, названа його ім'ям[10] і на будинку встановлена меморіальна дошка[11].
- Його ім'ям названі школи в Омську і Димері. В школі № 105 Омська організовано воєнно-патріотичний клуб «Бударинец»[12].
- В Омську проводяться чемпіонат і першість міста з лижних гонок, присвячені пам'яті Героя Радянського Союзу М. П. Бударина[13].
- У навчальному центрі Сухопутних військ Збройних сил України «Десна» встановлено бюст Героя.

## Нагороди
- медаль «Золота Зірка» № ---- Героя Радянського Союзу (17 жовтня 1943)
- Орден Леніна
- два ордени Червоного Прапора
- Медалі